# 871
871 (DCCCLXXI) fue un año común comenzado en lunes del calendario juliano, en vigor en aquella fecha.

## Acontecimientos
- 18 de noviembre (Año Nuevo del 258 H): en Wasit (Irak) se registra un terremoto que deja un saldo de 20 000 víctimas. (Posiblemente se trate del mismo terremoto que se registró como sucedido el 22 de junio del 872).
- Alfredo el Grande asume el trono del reino de Wessex.

## Nacimientos
- Ordoño II, rey leonés.

## Fallecimientos
- 23 de abril: Etelredo I, rey inglés.